# 위험에 처한 세계유산
위험에 처한 세계유산은 2021년 기준으로 45점이 있다.
| 연번 | 국가                | 유산명                                               | 세계유산 등록연도 | 위험유산 등록연도 | 위험유산 등록이유 |
| ---- | ------------------- | ---------------------------------------------------- | ----------------- | ----------------- | --- |
| 1    | 팔레스타인/이스라엘 | 예루살렘                                             | 1981              | 1982              | 불안정한 주변 정세와 유산 유지, 보수 부족으로 인한 보존상태 저하                                                         |
| 2    | 페루                | 찬찬 고고 유적지대                                   | 1986              | 1986              | 자연 풍화 침식 |
| 3    | 코트디부아르 / 기니 | 님바 산맥 자연 보호 구역                             | 1981              | 1992              | 기니지방의 난민 유입과 문화유산 구역 내 철광석 광산 개발                                                                 |
| 4    | 니제르              | 아이르 테네레 자연 보호 구역                         | 1991              | 1992              | 투아레그족 독립 문제 등 군사적 갈등과 생태계 다양성 감소                                                                 |
| 5    | 콩고                | 비룽가 국립공원                                      | 1979              | 1994              | 르완다 내전 난민 유입으로 인한 생태계 파괴                                                                               |
| 6    | 콩고                | 가람바 국립공원                                      | 1980              | 1984-1992, 1996   | 흰코뿔소의 개체 감소 (1984), 흰코뿔소 두 마리가 밀렵꾼에 의해 사망했음에도 방지 대책 미흡 (1996)                         |
| 7    | 에티오피아          | 시멘 국립공원                                        | 1978              | 1996              | 왈리아아이벡스 개체수 감소                                                                                               |
| 8    | 중앙아프리카공화국  | 마노보-군다 생 플로리스 국립 공원                    | 1988              | 1997              | 불법 방목과 밀렵 |
| 9    | 콩고                | 카후지-비에가 국립공원                               | 1980              | 1997              | 관광객들에게서 옮겨진 전염병, 밀렵으로 인한 고릴라 개체 감소                                                             |
| 10   | 콩고                | 오카피 야생생물 보존지구                             | 1996              | 1997              | 코끼리 밀렵, 무장 충돌로 인한 생태계 파괴                                                                                |
| 11   | 콩고                | 살롱가 국립공원                                      | 1984              | 1984-1992, 1999   | 밀렵 |
| 12   | 예멘                | 자비드 역사 도시                                     | 1993              | 2000              | 도시화에 따른 전통 건물 감소에 따른 당국의 요청                                                                          |
| 13   | 이집트              | 아부 메나 기독교 유적                                | 1979              | 2001              | 표면 진흙이 지하의 과잉수를 만나 침식이 일어남                                                                           |
| 14   | 아프가니스탄        | 얌의 첨탑과 고고학적 유적                            | 2002              | 2002              | 유적 보존 지원 능력 부족으로 관리 부실                                                                                   |
| 15   | 아프가니스탄        | 바미얀 계곡의 문화경관과 고대유적                    | 2003              | 2003              | 탈레반의 유적 파괴 |
| 16   | 코트디부아르        | 코모에 국립공원                                      | 1983              | 2003              | 밀렵, 치안악화 |
| 17   | 이라크              | 아슈르                                               | 2003              | 2003              | 계획중이던 댐 건설이 이루어지면 수몰 위험이 있었음                                                                       |
| 18   | 이란                | 밤과 그 문화적 경관                                  | 2004              | 2004              | 2003년 대지진으로 유적 일부 파괴                                                                                         |
| 19   | 탄자니아            | 킬와 키시와니/송고므나라 유적                        | 1981              | 2004              | 바람, 식물등 여러 요소등에 의한 침식                                                                                     |
| 20   | 베네수엘라          | 코로 항구                                            | 1993              | 2005              | 2004,2005년 두 차례 폭우 피해, 버퍼지대에 건물 건설로 인한 역사가치 훼손                                                 |
| 21   | 칠레                | 험블톤과 산타로라의 초석 작품                        | 2005              | 2005              | 40년 넘게 관리 부족으로 방치되어 유적의 훼손이 심함                                                                      |
| 22   | 세르비아            | 코소보 중세 유적지                                   | 2004              | 2006              | 정치적 갈등으로 인한 치안 불안                                                                                           |
| 23   | 세네갈              | 니오콜로-코바 국립공원                               | 1981              | 2007              | 감비아강 상류의 댐 건설 계획으로 환경 파괴 우려                                                                          |
| 24   | 이라크              | 사마라 고고유적도시                                  | 2007              | 2007              | 이라크 전쟁으로 유적 관리 보존 환경 악화                                                                                 |
| 25   | 벨리즈              | 벨리즈 산호초 보호지역                               | 1996              | 2009              | 무분별한 맹그로브 채취와 과도한 개발로 환경 파괴                                                                         |
| 26   | 조지아              | 므츠헤타의 역사적 건조물                             | 1994              | 2009              | 유적 보존 대책 미흡 |
| 27   | 콜롬비아            | 로스 카티오스 국립공원                               | 1994              | 2009              | 불법 생태계 자원 채취 및 밀렵                                                                                            |
| 28   | 미국                | 에버글레이즈 국립공원                                | 1979              | 1993-2007, 2010   | 허리케인 앤드류 피해, 농업과 도시 개발로 인한 물 흐름의 변화 (1993), 해양 서식지 축소로 해양 생태계의 다양성 감소 (2010) |
| 29   | 조지아              | 바그라티 대성당과 겔라티 수도원                      | 1994              | 2010              | 유적 보존 계획 미흡 |
| 30   | 마다가스카르        | 아치나나나 열대우림                                  | 2007              | 2010              | 불법 벌목과 여우원숭이 개체 감소                                                                                         |
| 31   | 우간다              | 카수비 묘                                            | 2001              | 2010              | 2010년 화재로 중요 건물 파괴                                                                                             |
| 32   | 온두라스            | 리오 플래타노 생물권보호지역                         | 1982              | 1996-2007, 2011   | 마약상의 성행, 밀렵, 불법 벌목, 제도 정비 미흡으로 보존 지원 예산 부족                                                   |
| 33   | 인도네시아          | 수마트라의 열대 우림 유산                            | 2005              | 2011              | 밀렵, 불법 벌목, 농지 불법 잠식, 열대 우림 내 도로 건설 계획                                                             |
| 34   | 말리                | 팀북투                                               | 1988              | 1990-2005, 2012   | 모래 침식으로 인한 유적 훼손 (1990), 지역분쟁으로 유적 훼손 위험 (2012)                                                  |
| 35   | 말리                | 아스키아 무덤                                        | 2012              | 2004-2012         | 지역분쟁으로 유적 훼손 위험                                                                                              |
| 36   | 팔레스타인          | 베들레헴의 예수 출생지 : 예수 탄생교회와 성지 순례길 | 2012              | 2012              | 수해 |
| 37   | 영국                | 해항 상업도시 리버풀                                 | 2004              | 2012              | 항구 재개발 계획 |
| 38   | 파나마              | 포토벨로와 산 로렌조 요새                            | 1980              | 2012              | 유적 보존 계획 미흡 |
| 39   | 솔로몬제도          | 동 렌넬                                              | 1998              | 2013              | |
| 40   | 시리아              | 다마스쿠스 고대 도시                                 | 1979              | 2013              | 시리아 내전 |
| 41   | 시리아              | 보스라 고대 도시                                     | 1980              | 2013              | 시리아 내전 |
| 42   | 시리아              | 팔미라 유적                                          | 1980              | 2013              | |
| 43   | 시리아              | 알레포 고대 도시                                     | 1986              | 2013              | |
| 44   | 시리아              | 기사의 성채와 살라딘 요새                            | 2006              | 2013              | |
| 45   | 시리아              | 북시리아의 고대 마을                                 | 2011              | 2013              | 시리아 내전 |

## 과거 목록
| 연번 | 유산명                                 | 국가       | 위험에 처한 세계유산 등록기간 |
| ---- | -------------------------------------- | ---------- | ----------------------------- |
| 1    | 갈라파고스 제도                        | 에콰도르   | 2007–2010                     |
| 2    | 쾰른 대성당                            | 독일       | 2004–2006                     |
| 3    | 코토르                                 | 몬테네그로 | 1979–2003                     |
| 4    | 주지국립조류보호지                     | 세네갈     | 1984–1988                     |
| 5    | 응고롱고로 보호지역                    | 탄자니아   | 1984–1989                     |
| 6    | 아보메의 왕궁들                        | 베냉       | 1985–2007                     |
| 7    | 바흘라 요새                            | 오만       | 1988–2004                     |
| 8    | 비엘리치카 소금광산                    | 폴란드     | 1989–1998                     |
| 9    | 팀북투                                 | 말리       | 1990–2005                     |
| 10   | 두브로브니크                           | 크로아티아 | 1991–1998                     |
| 11   | 플리트비체 국립공원                    | 크로아티아 | 1992–1997                     |
| 12   | 스레바르나 자연보호구                  | 불가리아   | 1992–2003                     |
| 13   | 앙코르 유적                            | 캄보디아   | 1992–2004                     |
| 14   | 상가이 국립공원                        | 에콰도르   | 1992–2005                     |
| 15   | 에버글레이즈 국립공원                  | 미국       | 1993–2007                     |
| 16   | 옐로스톤 국립공원                      | 미국       | 1995–2003                     |
| 17   | 이슈켈 국립공원                        | 튀니지     | 1996–2006                     |
| 18   | 리오 플라타노 생물권보호지역           | 온두라스   | 1996–2007                     |
| 19   | 부트린트                               | 알바니아   | 1997–2005                     |
| 20   | 이구아수 국립공원                      | 브라질     | 1999–2001                     |
| 21   | 르웬조리 산악국립공원                  | 우간다     | 1999–2004                     |
| 22   | 함피                                   | 인도       | 1999–2006                     |
| 23   | 주지 국립조류보호지                    | 세네갈     | 2000–2006                     |
| 24   | 티파사                                 | 알제리     | 2002–2006                     |
| 25   | 카트만두 계곡                          | 네팔       | 2003–2007                     |
| 26   | 마나스 야생동물 보호지역               | 인도       | 1992-2011                     |
| 27   | 라호르성과 샬라마르 정원               | 파키스탄   | 2000-2012                     |
| 28   | 필리핀의 계단식 벼 경작지 코르디레라스 | 필리핀     | 2001-2012                     |